# Air Europa
Air Europa Líneas Aéreas, S.A.U. é uma companhia aérea espanhola fundada em 1986, com sede na cidade de Palma de Mallorca. É a divisão aérea do grupo Globália.
A rede de voos da Air Europa abrange uma grande parte do território nacional espanhol, assim como destinos europeus e do Norte de África (Paris, Milão, Roma, Veneza, Lisboa, Tunes, Marraquexe, etc.), transoceânicos (Brasil, Argentina, Paraguai, Bolívia, Peru, Cuba, México, República Dominicana, Venezuela, Miami, Nova Iorque etc.).

## História
- 1986:É constituída como Air Europa, e inicia as suas operações comerciais.
- 1991: Um grupo de investidores encabeçado pelo Sr. Juan José Hidalgo, adquire a empresa.
- 1993: A Air Europa é a primeira empresa privada a operar voos domésticos regulares, rompendo com o monopólio da Iberia na Espanha.
- 1994: Estabelece-se o trajecto Madrid -Barcelona, desafiando a Iberia num dos seus trajectos mais rentáveis.
- 1994: A Air Europa, juntamente com a empresa de construção e serviços FCC, cria a Eurohandling e oferece serviços de Handling a terceiros operadores nos aeroportos Espanhóis.
- 1995: A Air Europa voa para Londres e para Nova Iorque, abrindo-se ao mercado de voos internacionais regulares.
- 1996: A Air Europa mantém mais de 750 voos semanais regulares e inicia novos trajectos: Paris, Varadero, Salvador, Astúrias, Bilbau e Vigo.
- A Air Europa cria a empresa de voos regionais Air Europa Express, com aviões turboprop ATP-64.
- 1998: Air Europa integra-se num holding de nova criação: Globalia Corporación Empresarial.
- 1999: A Air Europa incorpora os primeiros seis B737 de nova geração, completando os 15 que actualmente tem.
- 2000: A Air Europa incorpora o primeiro B767-300 directamente da Boeing, para os seus trajectos transoceânicos.
- A Air Europa põe em andamento o seu programa de fidelização para clientes chamado “Fidelitas”, que conta actualmente com 130.000 membros.
- A Air Europa inicia os seus acordos de código partilhado com a empresa Alitalia, a partir de MAD e BCN para 11 destinos nacionais.
- 2002: A Air Europa incorpora a tecnologia wing-lets nos seus B737-800 recém-incorporados, que permite uma poupança de combustível considerável e uma menor contaminação do meio ambiente.
- 2003: A Air Europa consolida os seus acordos e alianças com empresas tais como a Aeropostal, Air France, Air Luxor, Alitalia, Continental Airlines, KLM, Malev, Southern Winds e Tunisair.
- 2004: Juntamente com outros investidores, a Air Europa consegue a licença para ser o segundo operador de handling em 5 Aeroportos de Marrocos. A Air Europa inicia voos directos para Quito, Guayaquil, Praga e Varsóvia. Início de voos regulares para Salvador da Bahia, antes charters.
- 2005: A Air Europa converte-se na primeira companhia aérea espanhola a efectuar voos directos para a China.

Em Outubro, a divisão de assistência aeroportuária de terra, Globalia Handling, unifica as empresas que a compõem numa só marca comercial, a Groundforce.
- 2006: No fim deste ano, a empresa tem 37 aviões, com os quais transportou mais de 9 milhões de viajantes. As receitas de operação rondam os 1000 milhões de euros.
- 2007: Air Europa inaugura dois novos trajectos transoceânicos: Buenos Aires e Rio de Janeiro. A sua frota, de 40 aeronaves, encontra-se entre as mais modernas da Europa, com uma média de idades de 3,5 anos por avião. Em 1 de setembro a empresa entrou oficialmente para a aliança SkyTeam, adoptando o prestigioso cartão Flying Blue como instrumento de fidelização.
- 2009: Air Europa inaugura a rota de Nova Iorque e Lisboa, entre outras. Também encerra suas operações no Rio de Janeiro.
- 2010: Air Europa inaugura a rotas de Miami e Lima.
- 2017: A empresa anuncia novidades para o Brasil: Aumentar as frequências entre Madrid e Salvador. Anuncia um novo destino: Recife/PE, que tem início até o final do ano. Anuncia a volta do voo Madrid/Rio de Janeiro, onde operou até 2009, que terá início em maio/18, bem como a extensão desse voo até Puerto Iguazú, na Argentina. Entretanto essa rota foi substituída por Montividéu. Anunciou também está estudando mais destinos no Brasil, são eles: Fortaleza/CE e Natal/RN, ambos na Região Nordeste; e Manaus/AM, na Região Norte, assim como Porto Alegre/RS, na Região Sul, e Belo Horizonte/MG na Região Sudeste.
- 2019: A Air Europa, indicou ao governo brasileiro que vai pedir autorização para operar rotas nacionais no País. A companhia solicitou registro na junta comercial de São Paulo, o primeiro passo para se constituir no Brasil, e sinalizou à cúpula da Agência Nacional de Aviação Civil (Anac) que vai solicitar autorização de operação em breve. Dias depois a Anac  aprova concessão para voos domésticos a Air Europa. Com isso a Air Europa (Globalia Linhas Aéreas Ltda) se torna a primeira aérea totalmente estrangeira a entrar no Brasil para operar trechos internos. A Air Europa ainda precisa de uma autorização operacional, enviar à Agência um plano de negócios e apresentar documentos que comprovem que está habilitada a voar no País. Ao mesmo tempo, a companhia anunciou que Fortaleza será seu novo destino brasileiro, sendo servida a partir de dezembro, com dois vôos por semana.

Em Outubro, o grupo IAG, formado pela Iberia, British Airways, e Aer Lingus, anunciou a compra da companhia por 1,1 Bilhões de Euros.
- 2020: Devido a Pandemia de COVID-19, a empresa acaba suspendendo grande parte de seus vôos, incluindo todas as rotas para o Brasil.
- 2021: a Air Europa reinicia os seus vôos para o Brasil, retornando com suas operações em São Paulo, e em breve seus outros destinos

Em dezembro, o Grupo IAG desistiu da compra da empresa, devido a dificuldades financeiras causadas pela Pandemia.

## Frota

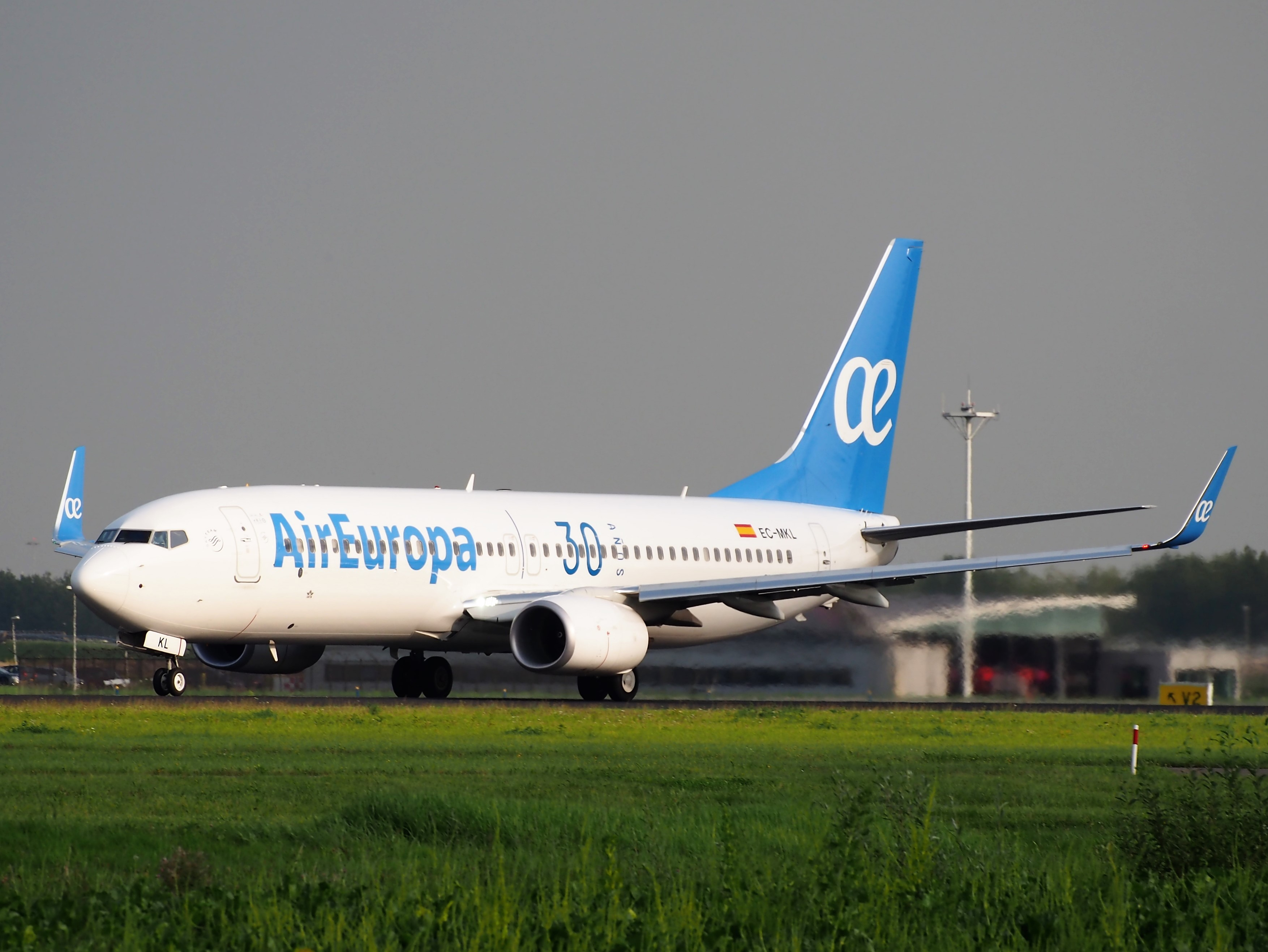
Air Europa Boeing 737-800 da Air Europa.

### Frota Atual
Atualizado em 3 de outubro de 2019
| Aeronave         | Total | Pedidos | Passageiros  | Passageiros  | Passageiros  | Notas                                                  |
| Aeronave         | Total | Pedidos | J            | Y            | Total        | Notas                                                  |
| ---------------- | ----- | ------- | ------------ | ------------ | ------------ | ------------------------------------------------------ |
| Airbus A330-200  | 10    | —       | 42           | 275          | 299          | 1 pintado com SkyTeam. A serem substituídos pelos B787 |
| Airbus A330-300  | 2     | —       | 0            | 388          | 388          | A serem substituídos pelos B787                        |
| ATR 72-200       | 2     | —       | 0            | 0            | 68           | Arrendado da Swiftair                                  |
| ATR 72-500       | 2     | —       | 0            | 0            | 68           | Arrendado da Swiftair                                  |
| Boeing 737-800   | 19    | 1       | 15           | 168          | 183          |                                                        |
| Boeing 737 MAX 8 | —     | 22      | por anunciar | por anunciar | por anunciar |                                                        |
| Boeing 787-8     | 8     | 0       | por anunciar | por anunciar | por anunciar |                                                        |
| Boeing 787-9     | 8     | 16      | por anunciar | por anunciar | por anunciar | Substituirão os A330                                   |
| Embraer E-195LR  | 6     | 4       | 12           | 110          | 122          |                                                        |
| Total            | 52    | 33      | —            | —            | —            | —                                                      |

O Boeing 787-8 foi arrendado por um ano da LOT Polish Airlines a partir de abril de 2015, para utilização em rotas de Madrid-Nova Iorque e Madrid-Montevidéu.

### Frota aposentada[10]
| Aeronave              | Quantidade | introduzido | Retirado | Notas                           |
| --------------------- | ---------- | ----------- | -------- | ------------------------------- |
| Airbus A340-200       | 1          | 2005        | 2007     |                                 |
| ATR 42                | 1          | 1996        | 1997     |                                 |
| Boeing 737-300        | 18         | 1986        | 2004     |                                 |
| Boeing 737-400        | 11         | 1994        | 2006     |                                 |
| Boeing 737-600        | 3          | 2003        | 2004     |                                 |
| Boeing 757-200        | 16         | 1987        | 1998     |                                 |
| Boeing 767-200        | 2          | 1996        | 2001     |                                 |
| Boeing 767-300ER      | 5          | 2000        | 2012     |                                 |
| British Aerospace ATP | 10         | 1996        | 2001     | Operado pela Air Europa Express |